# Macronemus asperulus
Macronemus asperulus är en skalbaggsart som beskrevs av White 1855. Macronemus asperulus ingår i släktet Macronemus och familjen långhorningar.
Artens utbredningsområde är:
- Costa Rica.
- Guatemala.
- Nicaragua.
- Panama.
- Venezuela.

Inga underarter finns listade i Catalogue of Life.